# Georges Bordonove
Georges Bordonove, (Enghien-les-Bains, 25 mei 1920 - Antony, 16 maart 2007) was een Frans geschiedkundige en schrijver. Voor een aantal boeken heeft hij een (literaire) prijs ontvangen.
Georges Bordonove was lid van de jury van de Hugues Capet-prijs. 

## Romans
- Pavane pour un enfant
- Les Armes à la mainp
- Le Bûcher
- Deux cents chevaux dorés
- L'Enterrement du Comte d'Orgaz
- L'Infante de Tolède
- Les Tentations
- Requiem pour Gilles, roman consacré à Gilles de Rais
- Les Quatre Cavaliers
- Chien de feu
- Les Atlantes
- Les Lances de Jérusalem
- La Toccata
- Guillaume le Conquérant
- Le Chevalier Du Landreau
- Le Dernier Chouan
- Les Survivants de l'Atlantide

## Geschiedenisboeken
- Vercingétorix
- Gilles de Rais
- Les Templiers
- La Guerre de Vendée
- Les Rois fous de Bavière
- Le Roman du Mont Saint-Michel
- La Guerre de Six Cents Ans
- Mandrin
- Histoire du Poitou
- Le Naufrage de « La Méduse »
- Les Marins de l'an II
- La Vie quotidienne en Vendée pendant la Révolution
- Grands mystères et drames de la mer
- La Vie quotidienne des Templiers au XIIIe siècle
- Foucquet, coupable ou victime ?
- Jacques Cœur et son temps
- La Vie quotidienne de Napoléon en route vers Sainte-Hélène
- Histoire secrète de Paris
- Emile Mangenot (1910-1991)
- Prestiges de la Vendée

- Bibsys: 90319989
- Biblioteca Nacional de España: XX1022600
- Bibliothèque nationale de France: cb118929622 (data)
- Catàleg d'autoritats de noms i títols de Catalunya: 981058518204306706
- CiNii: DA01833806
- Gemeinsame Normdatei: 171984641
- International Standard Name Identifier: 0000 0001 2101 1807
- Library of Congress Control Number: n50044263
- Nationale Bibliotheek van Letland: 000042665
- Nationale Bibliotheek van Tsjechië: jn20020716257
- Nationale Bibliotheek van Israël: 987007258826505171
- Nationale Bibliotheek van Polen: a0000001196014
- Nederlandse Thesaurus van Auteursnamen: 069611351
- Réseau des bibliothèques de Suisse occidentale: 02-A003025689
- Système universitaire de documentation: 026739658
- Trove: 794578
- Virtual International Authority File: 49221984
- WorldCat: E39PBJc3Ffh4BpcMq7jcRJJCcP